# Brande Nicole Roderick

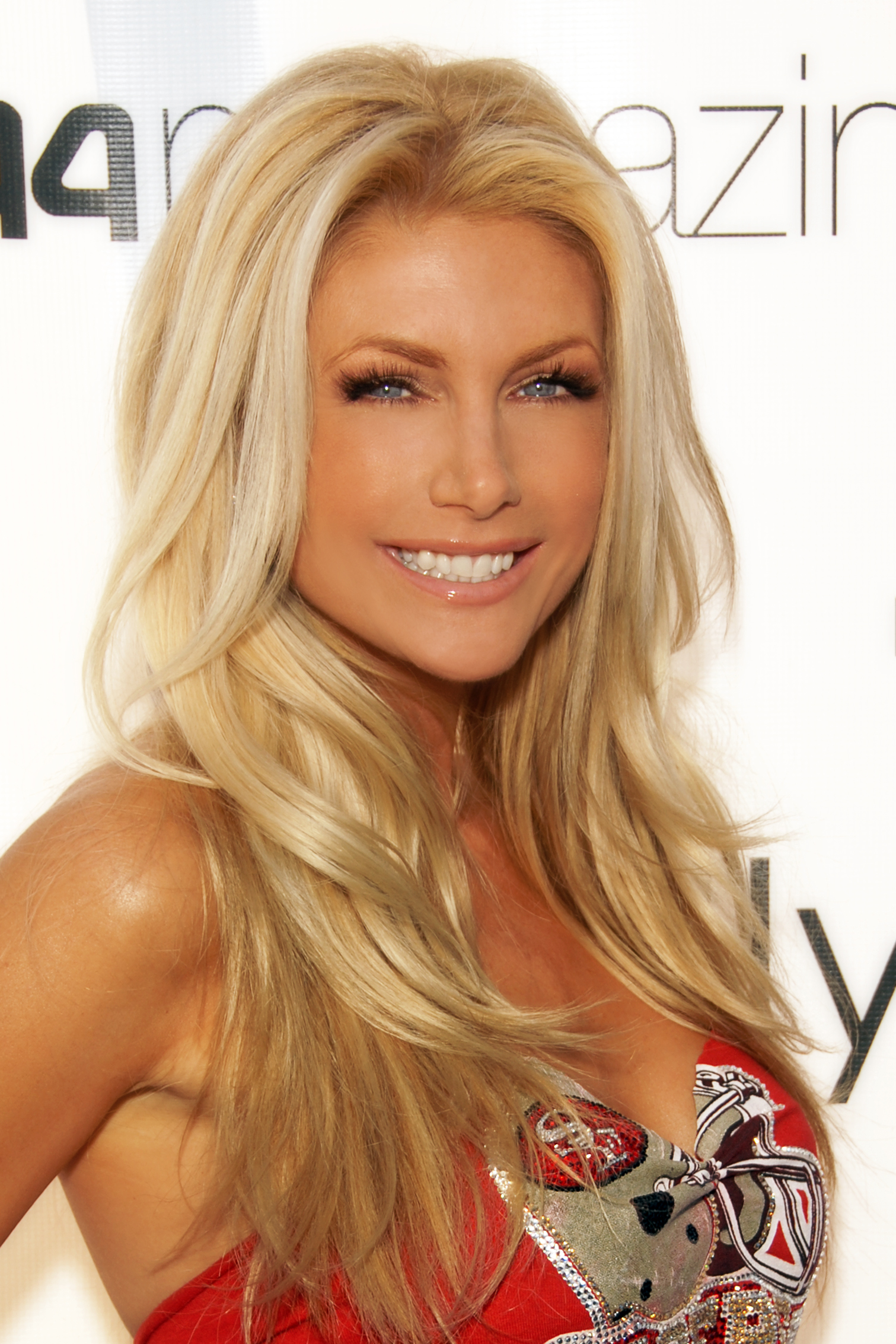
Brande Nicole Roderick

Brande Nicole Roderick (n. 13 iunie 1974, Novato, California) este o actriță și un fotomodel american. Roderick a fost Playmate în aprilie 2000 și Playmate of the Year 2001. În cariera sa de actriță a jucat în filmele Baywatch, Starsky & Hutch, Wes Craven și Nanny Diaries.